# Tilt (album)
Pour les articles homonymes, voir Tilt.
Albums de Scott Walker
Climate Of Hunter
(1984) The Drift
(2006)
Tilt est le dixième album studio de Scott Walker, sorti en 1995.

## Titres
1. Farmer In The City [Remembering Pasolini]
2. The Cockfighter
3. Bouncer See Bouncer...
4. Manhattan
5. Face On Breast
6. Bolivia '95
7. Patriot (a single)
8. Tilt
9. Rosary